# Michel Dussuyer
Michel Dussuyer (Cannes, 28 maggio 1959) è un allenatore di calcio ed ex calciatore francese, di ruolo portiere.

## Carriera

### Giocatore
Ha sempre militato nelle file di squadre francesi.

### Allenatore
Ha guidato la Nazionale del Benin alla Coppa d'Africa 2010 e quella guineana alla Coppa d'Africa 2004, 2012 e 2015. Attualmente è l'allenatore del Benin.